# موسى ايمانويل
موسى ايمانويل (بالإنجليزية: Moses Ademola)‏ (18 يوليو 1989 في المملكة المتحدة - ) هو لاعب كرة قدم بريطاني في مركز الهجوم. لعب مع نادي برينتفورد ونادي بروملي ونادي وكينغ وكانفي آيلاند وEastleigh F.C. ‏ ونادي دوفر أتليتيك وCroydon Athletic F.C. ‏ وويلينج يونايتد.

## وصلات خارجية
- موسى ايمانويل على موقع قاعدة بيانات كرة القدم.إي يو (الإنجليزية)
- موسى ايمانويل على موقع Soccerbase.com (لاعب) (الإنجليزية)
- موسى ايمانويل على موقع Soccerway.com (الإنجليزية)